# Петинара (Равена)
Петинара је насеље у Италији у округу Равена, региону Емилија-Ромања.
Према процени из 2011. у насељу је живело 447 становника. Насеље се налази на надморској висини од 60 м.